# Douglaska
Douglaska (Pseudotsuga) je rod rostlin z čeledi borovicovité. Nejčastěji se udává, že rod zahrnuje 5–7 druhů (spory o rozlišování druhů a poddruhů). Rod byl pojmenován na počest skotského botanika Davida Douglase.
Jde o jednodomé, vždyzelené jehličnaté vysoké stromy s hnědou, ve stáří velmi silnou a rozpraskanou borkou. Jehlice jsou ploché a uspořádané spirálovitě, v optimálních podmínkách přetrvávají na větvičkách 4–7 let. Nerozpadavé převislé šišky s nápadnými trojcípými šupinami dozrávají v prvním roce. Semena jsou malá, trojúhelníkovitá, s podlouhlým křídlem.
Nejdůležitějším druhem tohoto rodu z hlediska hospodářského je douglaska tisolistá (Pseudotsuga menziesii).

## Druhy a poddruhy

### Severní Amerika
- douglaska tisolistá Pseudotsuga menziesii (subsp. menziesii)
- Pseudotsuga glauca, resp. Pseudotsuga menziesii subsp. glauca

Poznámka: Květena ČSR 1 sice uvádí rozdělení douglasky na tyto dva výše uvedené druhy, ale v americké literatuře jsou, a zřejmě oprávněně, oba tyto taxony považovány za druh jeden se 2 varietami: var. menziesii, a var. glauca.
- Pseudotsuga lindleyana
- douglaska velkoplodá, Pseudotsuga macrocarpa

### Asie
- douglaska japonská, Pseudotsuga japonica
- douglaska čínská, Pseudotsuga sinensis (var. sinensis)
  - Pseudotsuga sinensis var. gaussenii
  - Pseudotsuga sinensis var. brevifolia
  - Pseudotsuga sinensis var. forrestii
  - Pseudotsuga sinensis var. wilsoniana